# Scopula eulomata
Scopula eulomata är en fjärilsart som beskrevs av Pieter Cornelius Tobias Snellen 1877. Scopula eulomata ingår i släktet Scopula och familjen mätare. Inga underarter finns listade.